# Team Ineos/Saison 2019
Diese Liste beschreibt die Mannschaft und die Erfolge des Radsportteams Team Ineos in der Saison 2019.

## Erfolge in der UCI WorldTour
In den Rennen der Saison 2019 der UCI WorldTour gelangen die nachstehenden Erfolge.

## Erfolge in der UCI Europe Tour
In den Rennen der Saison 2019 der UCI Europe Tour gelangen die nachstehenden Erfolge.

## Erfolge in der UCI Oceania Tour
In den Rennen der Saison 2019 der UCI Oceania Tour gelangen die nachstehenden Erfolge.

## Erfolge bei den Nationalen Straßen-Radsportmeisterschaften
In den Rennen zu den Nationalen Straßen-Radsportmeisterschaften 2019 gelangen die nachstehenden Erfolge.

## Mannschaft
| Teamkader 2019                            | Teamkader 2019    | Teamkader 2019         | Teamkader 2019                       |
| Name                                      | Geburtsdatum      | Land                   | Vorheriges Team                      |
| ----------------------------------------- | ----------------- | ---------------------- | ------------------------------------ |
| Leonardo Basso                            | 25. Dezember 1993 | Italien                | General Store Bottoli Zardini (2017) |
| Egan Bernal                               | 13. Januar 1997   | Kolumbien              | Androni-Sidermec-Bottecchia (2017)   |
| Jonathan Castroviejo                      | 27. April 1987    | Spanien                | Movistar Team (2017)                 |
| David de la Cruz                          | 6. Mai 1989       | Spanien                | Quick-Step Floors (2017)             |
| Owain Doull                               | 2. Mai 1993       | Vereinigtes Königreich | Team Wiggins (2016)                  |
| Eddie Dunbar                              | 1. September 1996 | Irland                 | Aqua Blue Sport (2018)               |
| Kenny Elissonde                           | 22. Juli 1991     | Frankreich             | FDJ (2016)                           |
| Chris Froome                              | 20. Mai 1985      | Vereinigtes Königreich | Barloworld (2009)                    |
| Filippo Ganna                             | 25. Juli 1996     | Italien                | UAE Team Emirates (2018)             |
| Tao Geoghegan Hart                        | 30. März 1995     | Vereinigtes Königreich | Axeon-Hagens Berman (2016)           |
| Michał Gołaś                              | 29. April 1984    | Polen                  | Etixx-Quick Step (2015)              |
| Kristoffer Halvorsen                      | 13. April 1996    | Norwegen               | Joker Icopal (2017)                  |
| Sebastián Henao                           | 5. August 1993    | Kolumbien              | Colombia-Coldeportes (2013)          |
| Wassil Kiryjenka                          | 28. Juni 1981     | Belarus                | Movistar Team (2012)                 |
| Christian Knees                           | 5. März 1981      | Deutschland            | Team Milram (2010)                   |
| Michał Kwiatkowski                        | 2. Juni 1990      | Polen                  | Etixx-Quick Step (2015)              |
| Chris Lawless                             | 4. November 1995  | Vereinigtes Königreich | Axeon-Hagens Berman (2017)           |
| Gianni Moscon                             | 20. April 1994    | Italien                | Zalf Euromobil Désirée Fior (2015)   |
| Jhonatan Narváez                          | 4. März 1997      | Ecuador                | Quick-Step Floors (2018)             |
| Wout Poels                                | 1. Oktober 1987   | Niederlande            | Omega Pharma-Quick Step (2014)       |
| Salvatore Puccio                          | 31. August 1989   | Italien                |                                      |
| Diego Rosa                                | 27. März 1989     | Italien                | Astana (2016)                        |
| Luke Rowe                                 | 10. März 1990     | Vereinigtes Königreich | 100% me (2011)                       |
| Pavel Sivakov                             | 11. Juli 1997     | Russland               | BMC Development (2017)               |
| Iván Sosa                                 | 31. Oktober 1997  | Kolumbien              | Androni Giocattoli-Sidermec (2018)   |
| Ian Stannard                              | 25. Mai 1987      | Vereinigtes Königreich | ISD-Neri (2009)                      |
| Ben Swift                                 | 5. November 1987  | Vereinigtes Königreich | UAE Team Emirates (2018)             |
| Geraint Thomas                            | 25. Mai 1986      | Vereinigtes Königreich | Barloworld (2009)                    |
| Dylan van Baarle                          | 21. Mai 1992      | Niederlande            | Cannondale-Drapac (2017)             |
|                                           |                   |                        |                                      |
| Quellen: ProCyclingStats Cycling Quotient |                   |                        |                                      |